# Eunius de Vannes
Eunius est un gallo-romain, évêque de Vannes après la démission de Macliau entre 574 et 578, date à laquelle le roi des Francs l'exile.

## Contexte historique
En 578, le roi Waroch dans un contexte de conflits et afin de clarifier la situation auprès de ses voisins et de faire reconnaître sa souveraineté sur le Bro Waroch envoie Eunius, l'évêque du diocèse de Vannes à la cour de Chilpéric Ier, roi des Francs, afin de le représenter. Chilpéric, furieux, fait condamner le prélat à l'exil. L’année suivante, Eunius est rappelé d’exil et est envoyé à Angers pour y vivre en résidence surveillée, mais il ne lui est pas permis de retourner dans la cité de Vannes . Dans l’Église, un évêque reste attaché à son épiscopat territorial.
Eunius ne peut être remplacé. Après avoir été privé de prélat après la démission de Macliau, le siège épiscopal est à nouveau vacant. Quelques années plus tard (vers 590) l’évêque en titre se nomme Regalis. Le nouvel évêque ne coopère pas avec le roi et se considère comme prisonnier des Bretons.

## Sources
- Liste officielle des prélats du diocèse de Vannes de l'Église catholique Diocèse de Vannes Liste chronologique des Évêques de Vannes .
- Grégoire de Tours Histoire des Francs Tomes I & II Les Belles Lettres Éditeur Denoël 3e édition (1974).
- (la) Jean-Barthélemy Hauréau, Gallia Christiana, vol. XIV Provincia Turonensi, Paris, Firmin-Didot, 1856, p. 916 Ecclesia Venentesis VI Ennius.